# Gus Hutchison
 Gus Hutchison  va ser un pilot de curses automobilístiques estatunidenc que va arribar a disputar curses de Fórmula 1.
Va néixer el 26 d'abril del 1937 a Atlanta, Geòrgia, Estats Units.

## A la F1
Gus Hutchison va debutar a la dotzena i penúltima cursa de la temporada 1970 (la 21a temporada de la història) del campionat del món de la Fórmula 1, disputant el 4 d'octubre del 1970 el GP dels Estats Units al circuit de Watkins Glen.
Va participar en una única cursa puntuable pel campionat de la F1,havent-se de retirar per una pèrdua de combustible quan portava disputades 21 voltes de la cursa i no assolí cap punt pel campionat del món de pilots.

## Resultats a la Fórmula 1
| Any  | Equip         | Xassís  | Motor | 1   | 2   | 3   | 4   | 5   | 6   | 7   | 8   | 9   | 10  | 11  | 12      | 13  | Posició | Punts |
| ---- | ------------- | ------- | ----- | --- | --- | --- | --- | --- | --- | --- | --- | --- | --- | --- | ------- | --- | ------- | ----- |
| 1970 | Gus Hutchison | Brabham | Ford  | SUD | ESP | MON | BEL | HOL | FRA | GBR | ALE | AUT | ITA | CAN | USA Ret | MEX | -       | 0     |

### Resum
| Curses: | Victòries: | Pòdiums: | Poles: | Voltes ràpides: | Punts: |
| ------- | ---------- | -------- | ------ | --------------- | ------ |
| 1       | 0          | 0        | 0      | 0               | 0      |